# Pedro Ojeda Paullada
Pedro Ojeda Paullada (Ciudad de México, 19 de enero de 1934-Ciudad de México, 29 de diciembre de 2012) fue un abogado y político mexicano, miembro del Partido Revolucionario Institucional. Se desempeñó como procurador general de la República de 1971 a 1976 en el gobierno de Luis Echeverría Álvarez, como secretario del Trabajo y Previsión Social de 1976 a 1981 en el gobierno de José López Portillo y como secretario de Pesca de 1982 a 1988 en el gobierno de Miguel de la Madrid.

## Biografía
Pedro Ojeda Paullada nació en 1934 en Ciudad de México, era abogado egresado por la Universidad Nacional Autónoma de México, amigo personal de Luis Echeverría y de José López Portillo, y en varias ocasiones fue mencionado como probable candidato de la Presidencia de la República.
Inició su carrera por su cercanía con Miguel Alemán Velasco, hijo del presidente Miguel Alemán Valdés quien lo introdujo en la política junto otros célebres personajes como lo fueron Mario Moya Palencia, Miguel de la Madrid, Porfirio Muñoz Ledo, David Ibarra Muñoz, Jesús Silva Herzog, entre otros. Su primera participación en este ámbito fue durante la campaña del presidente Adolfo López Mateos. Donde Alemán Valdés los pudo colocar para que estos participen y se foguearan.
El 19 de agosto de 1971, el presidente Luis Echeverría Álvarez lo designó procurador general de la República. En 1976, José López Portillo lo nombró Secretario del Trabajo y Previsión Social, permaneció en el cargo hasta 1981, cuando fue nombrado Presidente Nacional del PRI, durante la campaña de Miguel de la Madrid.
Al tomar posesión de la presidencia, De la Madrid lo nombró titular de la Secretaría de Pesca y permaneció en él todo el sexenio, posteriormente ocupó cargos menores en el gobierno, entre ellos diputado en la LV con Carlos Salinas de Gortari y Presidente del Tribunal Federal de Conciliación y Arbitraje en el gobierno de Ernesto Zedillo. Posteriormente ejerció como catedrático en la Facultad de Derecho de la UNAM, donde impartía las materias de Derecho Económico y Derecho de la Seguridad Social.
Falleció el 29 de diciembre de 2012 en la Ciudad de México.